# Лука-Мелешковская
Лука-Меле́шковская (укр. Лука-Мелешківська) — село в Винницком районе Винницкой области Украины. Фактически, является южным пригородом Винницы.
Код КОАТУУ — 0520682803. Население по переписи 2001 года составляет 3597 человек. Почтовый индекс — 23234. Телефонный код — 432.
Занимает площадь 0,776 км².
В селе действует Спасо-Преображенский храм Винницкого районного благочиния Винницкой епархии Украинской православной церкви.

## Адрес местного совета
23234, Винницкая область, Винницкий р-н, с. Лука-Мелешковская, ул. Центральная, 2